# Fermilab
Le Fermilab (également appelé Fermi National Accelerator Laboratory) est un laboratoire spécialisé dans la physique des particules des hautes énergies, agissant sous la tutelle du département de l'Énergie des États-Unis dans le cadre de l'Universities Research Association (l'URA est un consortium regroupant 90 universités de pointe situées principalement aux États-Unis, mais dont certains membres se trouvent également au Canada, au Japon et en Italie). Il est membre de l'Illinois Technology and Research Corridor (en).
Le Fermilab est situé à Batavia, près de Chicago, dans l'État de l'Illinois (États-Unis).
En septembre 2008, l'accélérateur de particules du Fermilab (le Tevatron) était, avec une circonférence de près de 6 km, le second plus grand au monde, derrière le Grand collisionneur de hadrons (LHC, pour Large Hadron Collider) en Europe.

## Histoire
En 1966, le président de l’Académie des sciences des États-Unis,  Frederick Seitz, lança l’Universities Research Association, qui passa des accords avec la Commission de l'énergie atomique en vue de la construction du plus grand accélérateur de particules de l'époque.
Le laboratoire fut fondé en 1967 en tant que National Accelerator Laboratory, puis fut renommé en l'honneur de Enrico Fermi en 1974.
Le FERMILAB ou Laboratoire de l'accélérateur national de Fermi est situé près de Chicago dans l'Illinois. Le collisionneur principal fut remplacé sous l'égide du Dr Leon Lederman.
Fermilab est l'un des sites potentiels pour accueillir le collisionneur linéaire international.

## L'accélérateur
La première étape de l'accélération a lieu dans le générateur ou multiplieur de Cockcroft-Walton. L'hydrogène gazeux est transformé en ions H− par son introduction dans un conteneur rempli de césium.
Un champ magnétique est appliqué au générateur qui arrache les ions du conteneur.
L'étape suivante est l'accélérateur linéaire ou Linac qui accélère les particules à 70 % de la vitesse de la lumière, soit une énergie de 400 MeV. Juste avant de pénétrer dans l'accélérateur suivant, les ions traversent une feuille de carbone et deviennent des protons, H+.
L'étape suivante est le cercle booster, un accélérateur circulaire qui utilise des aimants. Les faisceaux de protons sont entraînés dans une trajectoire circulaire qu'ils parcourent 20 000 fois, et augmentent ainsi leur énergie à chaque tour. Ils quittent alors cette phase et entrent dans l'injecteur principal avec une énergie de 8 GeV, dernier lien dans l'accélération avant le Tevatron long de 6,4 km. L'injecteur principal permet aussi de fournir des protons à la source d'antiproton, et décélérer les protons et les antiprotons.

## La succession
Le Tevatron est aujourd'hui avec ses aimants supraconducteurs un des accélérateurs de particules les plus puissants au monde. Néanmoins, il a perdu son statut de plus grand accélérateur au monde avec la mise en service du Large Hadron Collider situé au CERN à Genève (Suisse). Ce dernier possède un anneau d'une circonférence de 27 km et accélère les particules pour créer des énergies de collision de l'ordre de 14 TeV, soit 7 fois plus que l'énergie produite dans le Tevatron. 
Le Tevatron du Fermilab permet d'étudier l'existence de particules quantiques par leur observation, il est limité par sa puissance, et ne peut par exemple servir à observer les bosons de Higgs ou les superpartenaires qui sont la cause de la coopération pour la construction du LHC.

## Honneur
L'astéroïde (11998) Fermilab porte son nom.